# Lepidodermella squamata
Lepidodermella squamata är en djurart som tillhör fylumet bukhårsdjur, och som först beskrevs av Félix Dujardin 1941.  Lepidodermella squamata ingår i släktet Lepidodermella, och familjen Chaetonotidae. Arten är reproducerande i Sverige.